# Paul de Schlözer
Paul de Schlözer (auch Paul Schlözer, Paul von Schlözer, Pawel Schlözer, Pawel Schletzer, Pawel Juljewitsch Schloezer; * 1841 oder 1842 in Odessa; † 13. Juli 1898 in Bad Nauheim) war ein deutsch-russischer Pianist und Musikpädagoge.

## Leben
Über das Leben de Schlözers ist wenig bekannt. Er war ein Sohn des Arztes Julius von Schlözer (1808–1898) und trat als Klavierbegleiter Pablo de Sarasates und seines Bruders Teodor de Schlözer auf. Er unterrichtete am Musikinstitut Warschau und war seit Anfang der 1890er Jahre Professor am Moskauer Konservatorium. Dort führte er mit Hanuš Wihan 1894 Chopins Cellosonate auf. Von de Schlözer sind zwei hoch virtuose Klavieretüden überliefert. Seine Autorschaft wird jedoch bezweifelt, als möglicher Komponist gilt Moritz Moszkowski. Der in Moskau lebende Schlözer blieb unverheiratet. Er starb während einer Deutschlandreise. Seine Nichte Tatjana Fjodorowna de Schloezer wurde die zweite Frau von Alexander Skrjabin, der Philosoph, Literatur- und Musikkritiker Boris de Schloezer war sein Neffe.

## Werke
- Deux Etudes de Concert pour Piano op. 1 (As-Dur und Es-Dur), Wien: Verlag Schreiber 1876[2]